# Saitis sapiens
Saitis sapiens är en spindelart som beskrevs av George William Peckham och Elizabeth Maria Gifford Peckham 1903. Saitis sapiens ingår i släktet Saitis och familjen hoppspindlar. Inga underarter finns listade i Catalogue of Life.